# Sara Zahedi
Sara Zahedi (sinh 1981 tại Tehran) là một nhà toán học người Iran gốc Thụy Điển làm việc trong lĩnh vực tính toán động lực học chất lỏng và giữ chức phó giáo sư về giải tích số tại Viện Công nghệ Hoàng gia KTH ở Thụy Điển. Bà là một trong mười người đoạt giải và là nữ chủ nhân duy nhất Giải thưởng của Hiệp hội Toán học Châu Âu năm 2016 "cho nghiên cứu nổi bật của bà đối với việc phát triển và phân tích các thuật toán số cho các phương trình vi phân từng phần, tập trung vào các ứng dụng cho các bài toán hình học biến đổi động". Chủ đề bài thuyết trình Giải thưởng EMS của Sara Zahedi là nghiên cứu gần đây của bà về phương pháp CutFEM để giải các bài toán động lực học chất lỏng với hình dạng biên thay đổi, chẳng hạn như phát sinh khi mô phỏng động lực học của hệ hai chất lỏng không thể trộn lẫn. Phương pháp này kết hợp các phương pháp thiết lập mức độ để biểu diễn các miền ranh giới khi cắt qua một lưới thống nhất nằm dưới, cùng với các kỹ thuật mô phỏng số có thể thích ứng với hình học phức tạp của các ô lưới được cắt bởi các ranh giới này.
Khi Zahedi mười tuổi, việc cha bà bị giết bởi chế độ sau Cách mạng Iran đã thúc đẩy mẹ bà gửi bà sang Thụy Điển tị nạn một mình và chỉ gia nhập lại với bà vài năm sau đó. Bà bị cuốn hút vào toán học một phần vì bà hiểu toán học tốt hơn tiếng Thụy Điển, và cơ học chất lỏng bởi các ứng dụng trong thế giới thực của nó. Bà lấy bằng thạc sĩ tại KTH năm 2006 và bằng tiến sĩ năm 2011; luận án của bà, Phương pháp số cho các bài toán giao diện chất lỏng (Numerical Methods for Fluid Interface Problems), được chỉ dẫn bởi Gunilla Kreiss. Sau khi hoàn thành nghiên cứu sau tiến sĩ tại Đại học Uppsala, bà trở lại KTH với tư cách là trợ lý giáo sư năm 2014.

### Các công bố chọn lọc
- Olsson, Elin; Kreiss, Gunilla; Zahedi, Sara (2007), “A conservative level set method for two phase flow. II”, Journal of Computational Physics, 225 (1), tr. 785–807, Bibcode:2007JCoPh.225..785O, doi:10.1016/j.jcp.2006.12.027, MR 2346700
- Hansbo, Peter; Larson, Mats G.; Zahedi, Sara (2014), “A cut finite element method for a Stokes interface problem”, Applied Numerical Mathematics, 85, tr. 90–114, arXiv:1205.5684, doi:10.1016/j.apnum.2014.06.009, MR 3239219.